# موزاصوريات
الموزاصوريات (من الكلمة اللاتينية «موزا» والإغريقية «ساورس»، أي «سحلية نهر الميز») هي زواحف بحرية ضخمة منقرضة. أول بقايا الأحافير التي اكتشفت لهذه المخلوقات كانت في منطقة حجر جيري في ماسترخت على نهر الميز عام 1764، ولهذا فقد سميت نسبة إليه. تعتبر الموزاصوريات الآن أكثر الأقرباء صلة بالأفاعي، وذلك نتيجة لتحيلات التفريع التي أخذت في عين الاعتبار تشابهات الفك والجمجمة. كانت الموزاصورات في البداية ورليات مرتبطة بقرابة قوية مع سحالي الورل، وربما تطورت لاحقاً من حرشفيات برمائية تعرف بالأيغيالوصورات، والتي كانت مشابهة أكثر في مظهرها للورل الحديث. وقد أصبحت الموزاصورات هي الضواري البحرية المُهيمنة على المحيطات خلال العشرين مليون سنة الأخيرة من العصر الطباشيري، وذلك كان مترافقاً مع انقراض الإكتيوصورات والبليوصورات في تلك الفترة.

## الوصف
كانت الموزاصورات سباحات قوية تتنفس الهواء متكيفة جيداً للعيش في البحار القارية الحارة الضحلة، والتي غطت الأرض خلال العصر الطباشيري المتأخر. كانت الموزاصورات متكيفة جداَ مع هذه البيئة، حتى أنها كانت تتوالد داخلها (على عكس السلاحف البحرية التي تعود إلى الشاطئ لكي تضع البيض).
أصغر نوع معروف من الموزاصورات هو «كارٍنودنز بلجكس»، ويَتراوح طوله من 3 أمتار إلى 3.5، وربما كان يَعيش في الماء الضحب القريب من الشواطئ، يَتغذى هناك على الرخويات وقنافذ البحر بأسنانه القوية. أما الموزاصورات الأكبر حجماً فقد كانت تفضل المناطق المدارية (حيث أن أطوالها كانت تصل إلى 17 متراً). وأطول موزاصور معروف على الإطلاق هعو تايلوصور بطول يَبلغ 17.5م.
كان شكل أجساد الموزاصورات مشابهاً لشكل الأورال الحديثة، لكنه كان مُمتداً أفقياً وانسيابياً أكثر لتسهيل السباحة. أما عظام أطرافها فقد كانت أقل طولاً وزعانفها تتألف من جلد يَلحم عظام أصابعها ببعض. كانت ذيولاها عريضة وتستطيع دفع الماء بقوة لتوجيه الجسم وتحريكه. وربما كانت طريقة التوجيه مشابهة لما تستخدمه اليوم الأفاعي البحرية والأنقليس البحري. لكن مع هذا فإن دليلاً أحدث يُشير إلى أن العديد من الموزاصورات المتطورة كانت تملك أطراف ذيولاً كبيرة هلالية الشكل تشبه التي تملكها القروش والإكتيوصورات. بدلاً من حركة الأفاعي المتموجة، ربما كانت أجساد الموزاصورات تبقى متصلبة أثناء حركتها لتوليد قوة هيدروديناميكية خلال الماء أثناء تزويد أطراف ذيولها بدفع قوي للحركة. وربما كانت الموزاصورات تصطاد فرائسها بالاختباء والانقضاض السريع المفاجئ بدلاً من المطاردة.